# Estádio de Malabo
O Estádio de Malabo (em castelhano: Estadio de Malabo) é um estádio multiuso localizado na cidade de Malabo, capital da Guiné Equatorial. Inaugurado oficialmente em 2007, é utilizado com maior frequência em competições de futebol, abrigando jogos oficiais de diversos clubes do país, como o Atlético Semu, o Sony Elá Nguema e o Vegetarianos. Esporadicamente a Seleção Guinéu-Equatoriana de Futebol manda seus jogos amistosos e oficiais no estádio, cuja capacidade máxima é de 15 250 espectadores.

## Histórico
O estádio foi uma das sedes oficiais do Campeonato Africano de Nações Feminino de 2008 e também do Campeonato Africano das Nações nas edições realizadas em 2012 e 2015, sendo a primeira organizada em conjunto com o Gabão e a última organizada somente pela Guiné Equatorial. 

## Infraestrutura
A praça esportiva em questão integra o chamado Complexo Poliesportivo de Malabo, formado ainda por um ginásio poliesportivo, quatro quadras de tênis, uma piscina olímpica e um campo de treinos com gramado sintético.